# Protogrypa
Protogrypa é um gênero de traça pertencente à família Cosmopterigidae.